# Andrew Juxon-Smith
Andrew Terence Juxon-Smith (30 tháng 11 năm 1931 – 1996) là chuẩn tướng quân đội và chính khách người Creole ở Sierra Leone. Từ ngày 27 tháng 3 năm 1967 đến ngày 18 tháng 4 năm 1968, ông là Chủ tịch Hội đồng Cải chánh Quốc gia và quyền Toàn quyền, tương đương với người đứng đầu Sierra Leonea. Ông còn là Bộ trưởng Bộ Tài chính. Tháng 4 năm 1968, John Amadu Bangura tổ chức lật đổ ông và trao quyền cho Siaka Stevens. Về sau, Juxon-Smith chuyển đến Hoa Kỳ và qua đời tại Stapleton, New York.
Cuộc đời của Juxon-Smith là chủ đề của phim tài liệu ngắn A Forgotten Past do Andreas Hadjipateras đạo diễn năm 2018.